# Rambo I
First Blood - Rambo I (titlu original: First Blood) este un film american din 1982 regizat de Ted Kotcheff. Rolurile principale au fost interpretate de actorii Sylvester Stallone ca John Rambo, Richard Crenna ca Sam Trautman și Brian Dennehy ca șeriful Will Teasle. Filmul este prima parte a seriei de succes Rambo, fiind urmat de filmele Rambo: First Blood Part II (1985), Rambo III (1988), Rambo (2008) și Rambo: Last Blood (2019).
Scenariul este bazat pe romanul First Blood de David Morrell.

## Prezentare
După șapte ani de civilie, veteranul războiului din Vietnam John Rambo (Sylvester Stallone) călătorește pe jos pentru a-l vizita pe unul dintre vechii săi  tovarăși de luptă, doar pentru a afla că prietenul său a murit de cancer din cauza expunerii la dublul-erbicid Agent Orange în timpul războiului.
Tulburat de această veste, Rambo continuă să călătorească, rătăcind prin micul oraș Hope, Washington. El este interceptat de șeriful arogant și abuziv Will Teasle (Brian Dennehy), care-l consideră a fi doar o pacoste nedorită. Atunci când Rambo îl întreabă unde poate găsi un restaurant, Teasle îl alungă din oraș și îi spune să nu se mai întoarcă. Rambo nu face acest lucru, astfel încât Teasle îl arestează acuzându-l de vagabondaj, opunere la arestare și de deținerea unui cuțit ascuns.
Conduși de sadicul ajutor de șerif Art Galt (Jack Starrett), ofițerii lui Teasle îl bat și abuzează de Rambo, declanșând flashback-uri din timpul torturii pe care acesta a îndurat-o ca prizonier de război în Vietnam. Atunci când încearcă să-l bărbierească  cu un aparat de ras ascuțit, Rambo îi bate pe ofițerii de poliție și fuge în pădure. Furios, Teasle, organizează o echipă de căutare   cu arme automate, câini și un elicopter ca să-l prindă. În timpul căutării, acesta află că Rambo este un fost membru al Beretelor Verzi, care a primit Medalia de Onoare pentru serviciile sale. Galt încearcă să-l împuște mortal pe Rambo trăgând din elicopter, dar se dezechilibrează, cade și moare.
Rambo încearcă să-i convingă pe Teasle și pe oamenii săi că a fost un accident și că nu vrea mai multe necazuri, dar polițiștii deschid focul și-l urmăresc într-o zonă împădurită. Rambo scapă ușor de ajutoarele șerifului folosind priceperea sa de pe câmpul de luptă. După ce-l prinde pe Teasle și-i pune cuțitul la gât, Rambo îl amenință că data viitoare nu va mai scăpa așa de ușor dacă nu-l lasă să plece.  
Teasle cheamă Patrula statului Washington și Garda Armată Națională a statului Washington pentru a-l ajuta în vânătoarea lui Rambo. În același timp, mentorul lui Rambo și fostul său comandant, colonelul Sam Trautman (Richard Crenna) sosește în Hope. După ce îl avertizează cu privire la abilitățile deosebite ale fostului său soldat, Trautman îi recomandă lui Teasle să-i ofere deocamdată o portiță de scăpare lui Rambo pentru a fi arestat mai târziu fără mari pierderi. Încrezător că Rambo este depășit numeric fără nicio speranță, Teasle refuză propunerea colonelului.

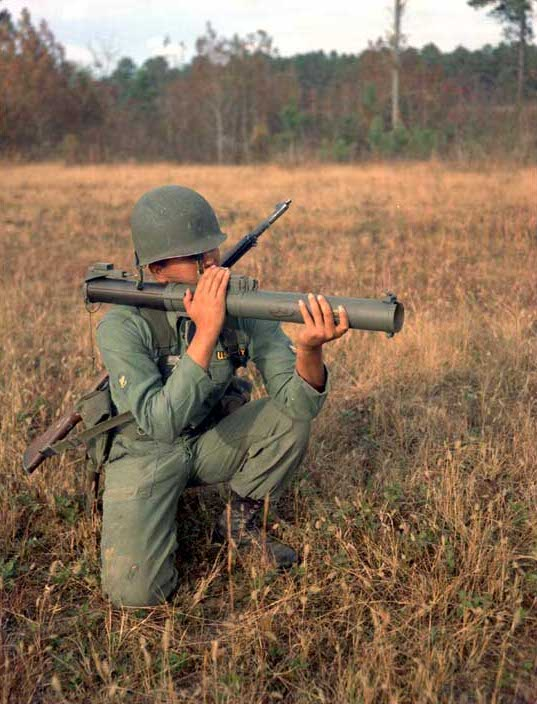
Demonstrație de lansare a unei rachete M72 LAW la Fort Benning, Georgia în anii 1960.

Detașamentul Gărzii Naționale îl încolțește pe Rambo la intrarea unei mine abandonate; aceștia încalcă ordinul de a nu deschide focul și lansează o rachetă M72 LAW care astupă intrarea în mină și aparent îl ucide pe Rambo. Cu toate acestea, Rambo supraviețuiește și găsește o cale alternativă de a ieși din mină. Apoi acesta deturnează un camion de aprovizionare al armatei cu care se reîntoarce în oraș. Pentru a scăpa de urmăritori incendiază o benzinărie pe care o aruncă în aer, trage în instalațiile electrice ale orașului și distruge un magazin de arme din apropierea stației de poliție cu o mitralieră M60 furată pentru a atrage atenția și a-l localiza pe Teasle.
Teasle, între timp, s-a poziționat pe acoperișul stației sale de poliție pentru a-l găsi pe Rambo. Cei doi se angajează într-un scurt schimb de focuri, Teasle cade printr-un luminator, rănit grav de Rambo care-l împușcă prin tavan. Rambo se pregătește să-l omoare, dar Trautman apare și-l avertizează pe Rambo că va fi împușcat dacă nu se predă. Rambo se prăbușește la podea, în lacrimi, în timp ce vorbește despre lucrurile care i s-au întâmplat în Vietnam dar și despre ce i s-a întâmplat când s-a întors acasă. El are un atac cauzat de sindromul de stres posttraumatic  înainte de a se preda lui Trautman. În final, este Rambo este arestat și Teasle este trimis la spital.

## Distribuție
- Sylvester Stallone - John Rambo
- Richard Crenna - Colonel Sam Trautman
- Brian Dennehy - Sheriff Will Teasle
- Bill McKinney - Dave Kern
- Jack Starrett - Art Galt
- Michael Talbott - Balford
- Chris Mulkey - Ward
- John McLiam - Orval
- Alf Humphreys - Lester
- David Caruso - Mitch
- David L. Crowley - Shingleton
- Don MacKay - Preston

## Producție
Filmările au avut loc iarna în British Columbia, Canada. Cheltuielile de producție s-au ridicat la 15-18 milioane $. Scenele din oraș au fost filmate în Hope, iar restul filmului a fost turnat în Golden Ears Provincial Park și Pitt Lake din Pitt Meadows.

## Coloană sonoră
| CD 1 – Complete Original Soundtrack 1. "Theme from First Blood" (pop orchestra version) 2. "Home Coming" 3. "My Town" 4. "Under Arrest" 5. "The Razor" 6. "A Head Start" 7. "Hanging On" 8. "Over the Cliff" 9. "A Stitch in Time" 10. "Mountain Hunt" 11. "No Truce" 12. "First Blood" 13. "The Tunnel" 14. "Escape Route" 15. "The Truck" 16. "No Power/Night Attack" 17. "Hide and Seek" 18. "It's a Long Road" (instrumental) 19. "It's a Long Road (Theme from First Blood)" (vocal: Dan Hill) | CD 2 – Original 1982 Soundtrack Album 1. "It's a Long Road (Theme from First Blood)" (vocal: Dan Hill) 2. "Escape Route" 3. "First Blood" 4. "The Tunnel" 5. "Hanging On" 6. "Home Coming" 7. "Mountain Hunt" 8. "My Town" 9. "The Razor" 10. "Over the Cliff" 11. "It's a Long Road" (instrumental) 12. "It's a Long Road" (recording session piano/vocal demo) 13. "Carolco Logo" 14. "Rambo" (Special Summer 1984 trailer) |